# Raitts Cave

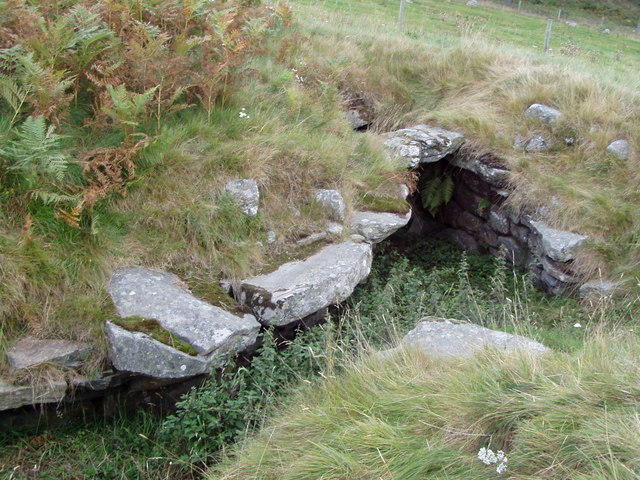
Lynchat Earth House

Raitts Cave (auch Lynchat; oder schottisch-gälisch An Uaimh Mhor – deutsch „die große Höhle“) ist ein Souterrain. Es liegt nordöstlich von Kingussie, unweit der A9 (Straße) in den Highlands in Schottland. Bei Souterrains wird grundsätzlich zwischen „rock-cut“, „earth-cut“, „stone built“ und „mixed“ Souterrains unterschieden.
Diese hufeisenförmige, für schottische Souterrains typische Struktur, stammt aus der späten Eisenzeit (100 bis 400 n. Chr.). Seine massiven leicht einwärts geneigten Wände aus Trockenmauerwerk, mit einer überkragenden oberen Schicht, schaffen einen ungewöhnlich hohen unterirdischen Raum, der großenteils noch durch schmale lange Platten abgedeckt ist. Als das Souterrain 1835 ausgegraben wurde, hörte der Ausgräber von lokalen Legenden, nach denen der Tunnel von Mitgliedern des Clan MacNiven gebaut worden sei, die sich hier, vor ihren Verfolgern vom Clan Macpherson zu verbergen suchten. Der einzige bedeutende überlieferte Fund war ein Schloss von ungewöhnlicher Form, das fast durch Rost zerstört war.
In der Nähe steht der piktische Symbolstein von Dunachton.